# Der weiße Dämon
Der weiße Dämon is een Duitse dramafilm uit 1932 van Kurt Gerron. In de hoofdrollen spelen Hans Albers, Gerda Maurus en Peter Lorre. In hetzelfde jaar maakte Gerron een Franstalige versie, Stupéfiants getiteld. In Nederland uitgebracht onder de titel "Verdoovende Middelen (Rauschgift)".

## Plot
Een drugsdealer zorgt ervoor dat een jonge zangeres verslaafd raakt aan de drugs. Haar broer besluit wraak op hem te nemen.

## Cast
| Acteur                 | Personage            |
| ---------------------- | -------------------- |
| Hans Albers            | Heini Gildemeister   |
| Gerda Maurus           | Gerda Gildemeister   |
| Peter Lorre            | gebochelde           |
| Lucie Höflich          | Gildemeisters moeder |
| Trude von Molo         | Dora Lind            |
| Alfred Abel            | Gorre                |
| Hans Joachim Schaufuß  | Gorre's zoon         |
| Raoul Aslan            | Dr. Urusew           |
| Hubert von Meyerinck   | Marquis d'Esquillon  |
| Alfred Beierle         |                      |
| Ernst Behmer           |                      |
| Paul Biensfeldt        |                      |
| Julius Brandt          |                      |
| Hansjoachim Büttner    |                      |
| Eugen Burg             |                      |
| Louis Brody            | theaterconciërge     |
| Julius E. Herrmann     |                      |
| Karl John              |                      |
| Erwin Kalser           |                      |
| Philipp Manning        |                      |
| Klaus Pohl             | theaterbediende      |
| Ernst Pröckl           |                      |
| Paul Rehkopf           |                      |
| Emilie Süssmann        |                      |
| Eva Speyer             |                      |
| Emilia Unda            |                      |
| Else Ward              |                      |
| Eduard von Winterstein | arts                 |